# Goberno
Goberno (llamada oficialmente San Martiño de Goberno) es una parroquia española del municipio de Castro de Rey, en la provincia de Lugo, Galicia.

## Organización territorial
La parroquia está formada por siete entidades de población:
- A Anoca
- A Igrexa
- Ameixide
- Francos
- Outeiro
- O Pedrón
- Toxeiros Vellos

## Demografía
| Gráfica de evolución demográfica de Goberno entre 2000 y 2019 |
|                                                               |
| Datos según el nomenclátor publicado por el INE.              |